# تجلي يسوع

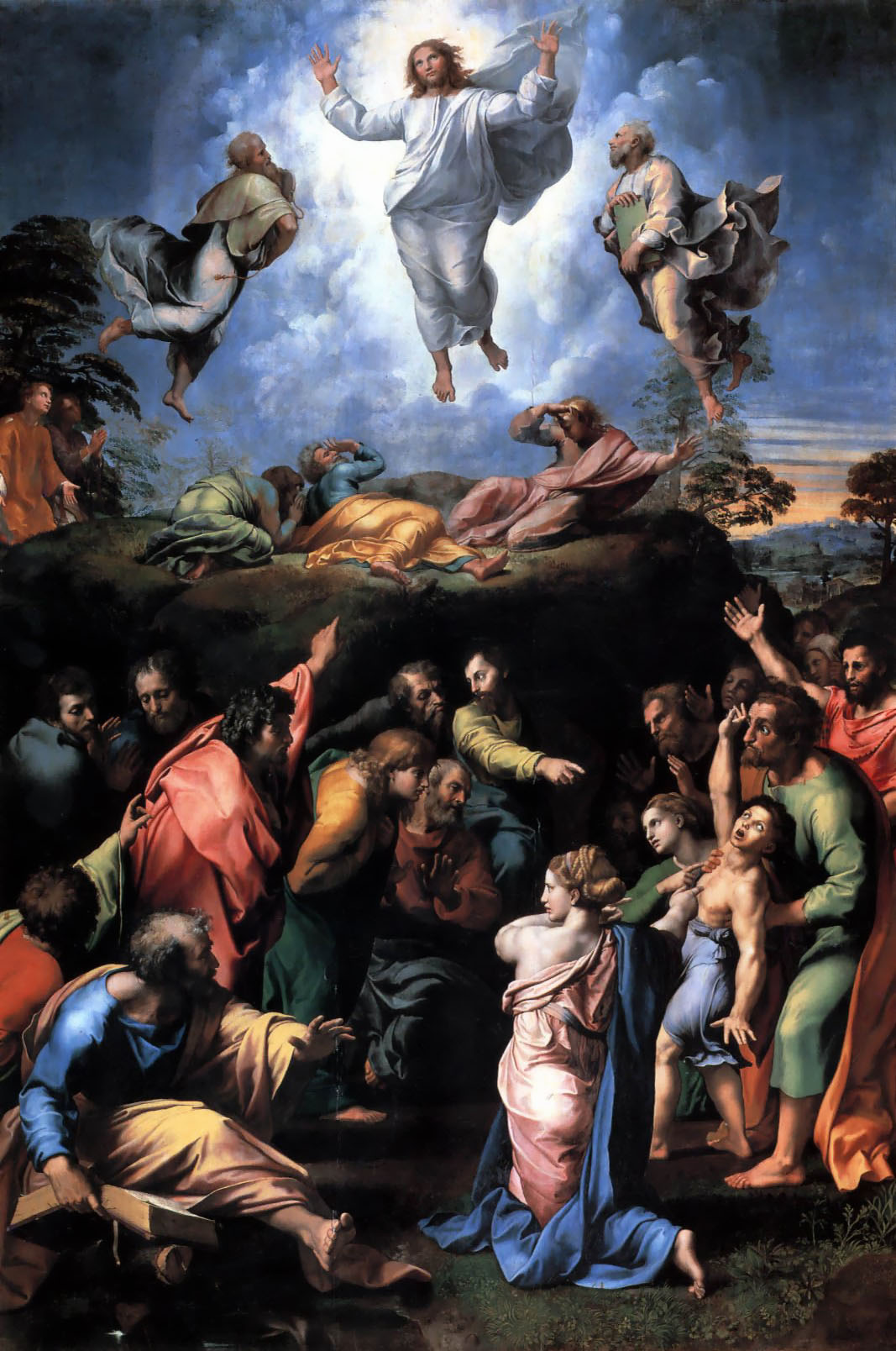
التجلي بواسطة رافائيل، ق. 1520

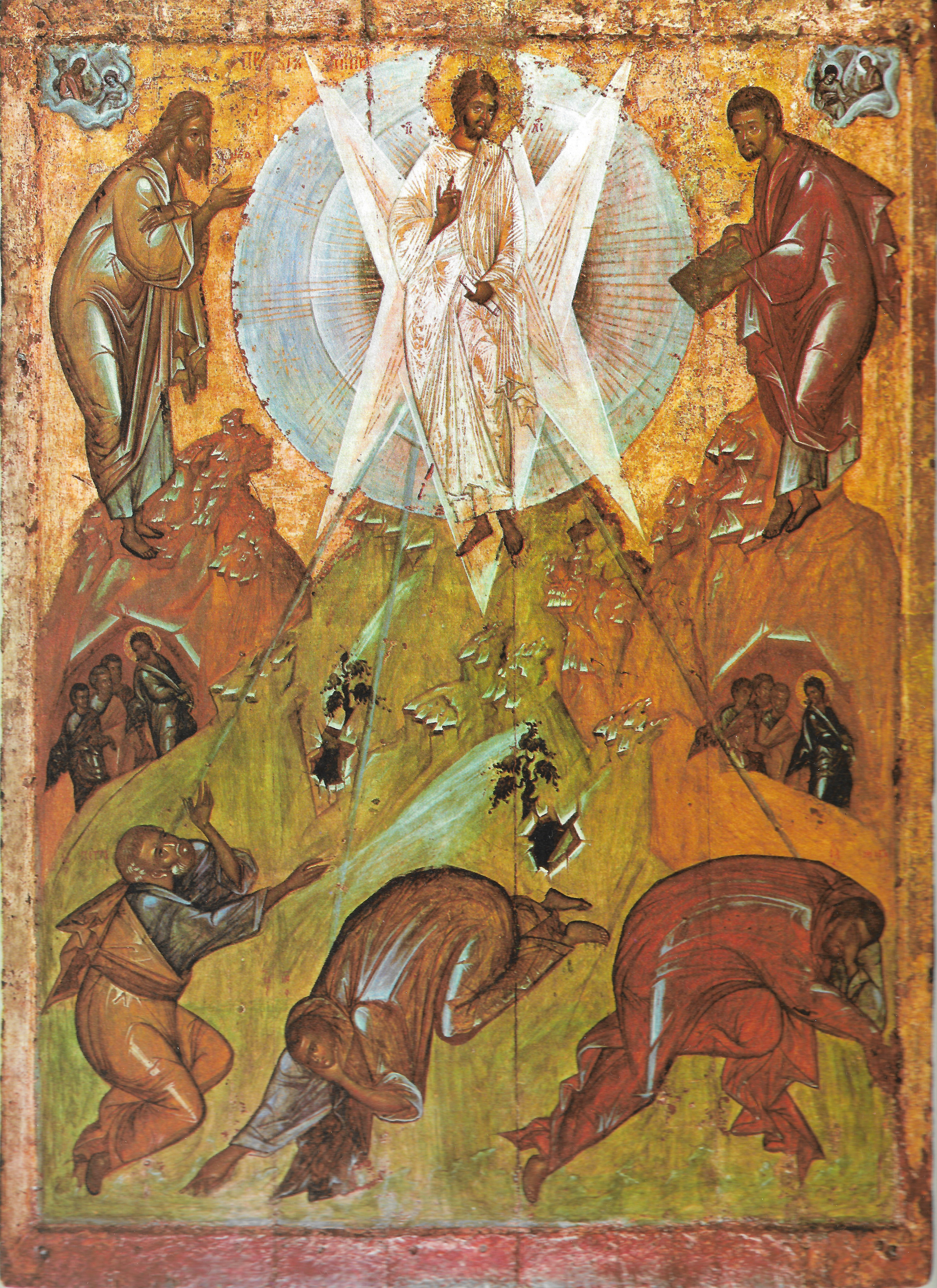
أيقونة أرثوذكسية روسية من القرن الخامس عشر من رسم رسام أيقونات مجهول الهوية

تجلي يسوع هو حدث موصوف في العهد الجديد حيث تجلى يسوع وأصبح مشعًا بالمجد على جبل. تروي الأناجيل الإزائية (متى 17:1–8، مرقص 9:2–13، لوقا 9:28–36) هذه المناسبة، كما تشير إليها رسالة بطرس الثانية أيضًا.
في روايات الأناجيل، ذهب يسوع وثلاثة من رسله، بطرس ويعقوب ويوحنا، إلى جبل (أُشير إليه لاحقًا باسم جبل التجلي) للصلاة. على قمة الجبل، يبدأ يسوع في التألق بأشعة الضوء الساطعة. ثم تظهر شخصيتا العهد القديم موسى وإيليا، ويتحدث معهما. كان لكلا الشخصيتين أدوار أخروية : فهما يرمزان إلى الشريعة والأنبياء على التوالي. ثم يُدعى يسوع " ابنًا " بصوت الله الآب، كما في معمودية يسوع.
تحتفل العديد من التقاليد المسيحية، بما في ذلك الكنائس الأرثوذكسية الشرقية والكاثوليكية واللوثرية والأنجليكانية، بهذا الحدث في عيد التجلي.

## دلالة
التجلي هو إحدى معجزات يسوع في الأناجيل. يعتبر توما الأكويني أن التجلي هو "أعظم المعجزات"، لأنه يكمل المعمودية ويظهر كمال الحياة في السماء. التجلي هو أحد المعالم الخمس الكبرى في سرد الإنجيل لحياة يسوع، والمعالم الأخرى هي المعمودية والصلب والقيامة والصعود. في عام 2002، قدم البابا يوحنا بولس الثاني الأسرار المضيئة في المسبحة الوردية، والتي تشمل التجلي.
في التعاليم المسيحية، يعتبر التجلي لحظة محورية، ويُقدَّم الوضع على الجبل باعتباره النقطة التي تلتقي فيها الطبيعة البشرية بالله: مكان التقاء الزمني والأبدي، مع يسوع كنقطة اتصال، يعمل كجسر بين السماء والأرض. علاوة على ذلك، يرى المسيحيون أن التجلي هو تحقيق لنبوءة مسيانية في العهد القديم مفادها أن إيليا سيعود مرة أخرى بعد صعوده (ملاخي 4: 5-6). Gardner (2015, p. 218) تنص على:
وعد ملاخي، آخر الأنبياء الذين كتبوا، بعودة إيليا ليُبشّر بالتوبة قبل الدينونة (ملاخي ٤: ٥-٦). ... سيظهر إيليا نفسه في التجلي. هناك سيظهر إلى جانب موسى ممثلاً لجميع الأنبياء الذين تطلعوا إلى مجيء المسيح (متى ١٧: ٢-٩؛ مرقس ٩: ٢-١٠؛ لوقا ٩: ٢٨-٣٦). ... كانت ذبيحة المسيح الفدائية هي الهدف الذي خدم من أجله إيليا. ... وهي الهدف الذي تحدث عنه إيليا مع يسوع في التجلي.

## روايات العهد الجديد

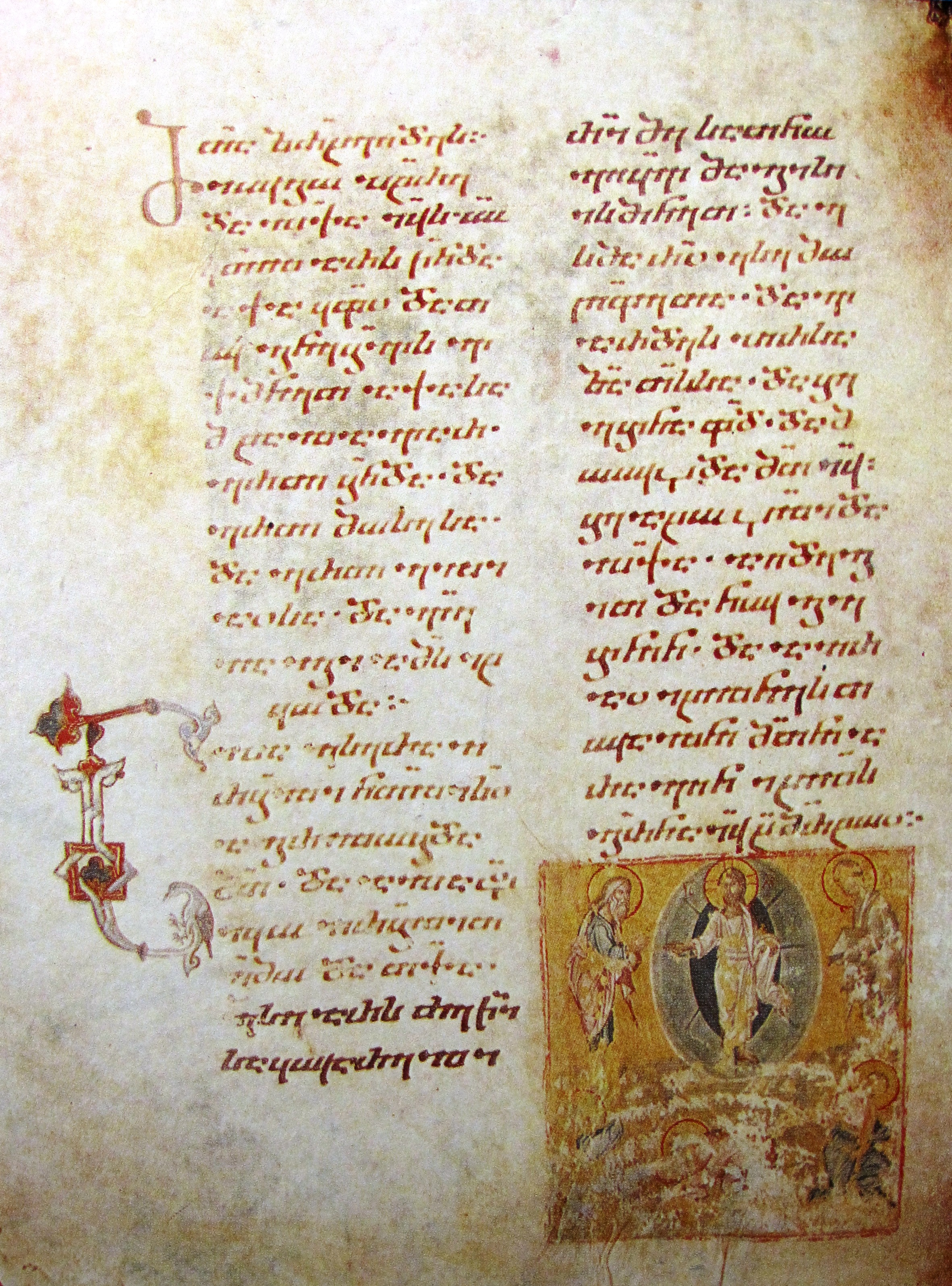
مخطوطة جورجية عن التجلي في إنجيل مرقس، 1300

في الأناجيل الإزائية (Matthew 17:1–8، Mark 9:2–13، Luke 9:28–36)، يحدث سرد التجلي نحو منتصف السرد. إنها حلقة رئيسية وتأتي مباشرة بعد عنصر مهم آخر، وهو اعتراف بطرس : "أنت المسيح " (متى 16: 16، مرقس 8: 29، لوقا 9: 20). وتعمل قصة التجلي ككشف إضافي عن هوية يسوع باعتباره ابن الله لبعض تلاميذه.
في الأناجيل، يأخذ يسوع معه بطرس ويعقوب بن زبدي ويوحنا أخا يعقوب ويصعد إلى جبل لم يذكر اسمه. بعد صعوده إلى الجبل، يذكر Matthew 17:2 أن يسوع "تحوّل أمامهم، فأضاء وجهه كالشمس، وصارت ثيابه بيضاء كالنور". عندها ظهر النبي إيليا (ممثلاً الأنبياء) وموسى (ممثلاً الشريعة) وبدأ يسوع يتحدث إليهما. ويذكر لوقا أنهم تحدثوا عن خروج يسوع (εξοδον) الذي كان على وشك إتمامه في أورشليم (Lk 9:31). لوقا أيضًا محدد في وصف يسوع في حالة المجد، حيث يشير لوقا 9 : 32 إلى "أنهم رأوا مجده".
وبينما بدأ إيليا وموسى بالابتعاد عن المشهد، بدأ بطرس يسأل يسوع إذا كان ينبغي للتلاميذ أن يصنعوا له وللنبيين ثلاث خيام. وقد تم تفسير ذلك على أنه محاولة من جانب بطرس لإبقاء الأنبياء هناك لفترة أطول.  ولكن قبل أن يتمكن بطرس من الانتهاء، ظهرت سحابة مضيئة، وصوت من السحابة يقول: "هذا هو ابني الحبيب الذي به سررت. له اسمعوا" (Mark 9:7). فسقط التلاميذ على الأرض من الخوف، لكن يسوع اقترب منهم ولمسهم وقال لهم لا تخافوا. وعندما نظر التلاميذ إلى الأعلى، لم يعودوا يرون إيليا أو موسى.
عندما كان يسوع والرسل الثلاثة ينزلون من الجبل، قال لهم يسوع ألا يخبروا أحداً "بما رأوه" حتى يقوم " ابن الإنسان " من بين الأموات. يُوصَف الرسل بأنهم يتساءلون فيما بينهم حول ما يعنيه يسوع بـ "القيامة من بين الأموات".
بالإضافة إلى الرواية الرئيسية الواردة في الأناجيل الإزائية؛ في رسالة بطرس الثانية 1: 16-18، يصف الرسول بطرس نفسه بأنه شاهد عيان "لعظمته". وفي مكان آخر من العهد الجديد، أصبحت إشارة الرسول بولس في 2 كورنثوس 3: 18 إلى "تحويل المؤمنين" من خلال "النظر كما في مرآة إلى مجد الرب" الأساس اللاهوتي للنظر إلى التحول باعتباره المحفز للعمليات التي تقود المؤمنين إلى معرفة الله.
على الرغم من أن إنجيل متى 17 يذكر أن التلميذ يوحنا كان حاضرًا أثناء التجلي، إلا أن إنجيل يوحنا لا يحتوي على أي ذكر لذلك. وقد أدى هذا إلى نقاش بين العلماء، حيث أبدى البعض شكوكًا حول تأليف إنجيل يوحنا، بينما قدم آخرون تفسيرات لذلك. أحد التفسيرات (الذي يعود إلى يوسابيوس القيصري في القرن الرابع) هو أن يوحنا كتب إنجيله ليس ليتداخل مع الأناجيل الإزائية ولكن ليكملها، وبالتالي لم يتضمن كل سردها.  ويعتقد آخرون أن إنجيل يوحنا يشير في الواقع إلى التجلي، في يوحنا 1: 14.  هذه ليست الحادثة الوحيدة التي لم تكن موجودة في الإنجيل الرابع، وتأسيس القربان المقدس في العشاء الأخير هو مثال رئيسي آخر، يشير إلى أن المؤلف لم يكن على علم بهذه التقاليد السردية، أو لم يقبل صحتها، أو قرر حذفها. التفسير العام هو أن إنجيل يوحنا قد كتب موضوعيًا، ليناسب الأغراض اللاهوتية للمؤلف وله أسلوب سردي أقل من الأناجيل الإزائية.

## علم اللاهوت

### أهمية

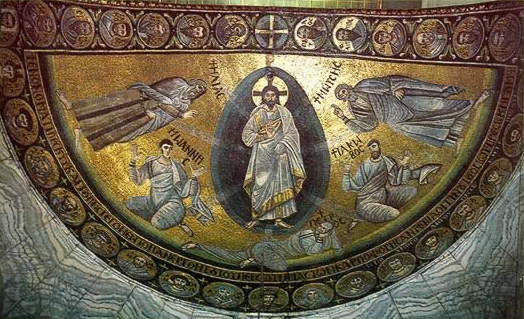
فسيفساء التجلي، دير القديسة كاترين، جبل سيناء

تعطي اللاهوت المسيحي أهمية كبيرة للتجلي، بناءً على عناصر متعددة من السرد. في التعاليم المسيحية، يعتبر التجلي لحظة محورية، ويُقدَّم المشهد على الجبل باعتباره النقطة التي تلتقي فيها الطبيعة البشرية بالله: مكان اللقاء بين الزمني والأبدي، مع يسوع كنقطة الاتصال، ويعمل كجسر بين السماء والأرض.
إن التجلي لا يدعم هوية يسوع باعتباره ابن الله فحسب (كما في معموديته)، بل إن عبارة "استمعوا إليه" تحدده باعتباره الرسول والناطق بلسان الله.  إن أهمية هذا التعريف تتعزز من خلال وجود إيليا وموسى، لأنه يشير إلى الرسل أن يسوع هو صوت الله "بامتياز"، وبدلاً من موسى أو إيليا (الذي يمثل الشريعة والأنبياء) يجب الاستماع إليه، متجاوزًا قوانين موسى بحكم ألوهيته وعلاقته الأبوية مع الله.  2 بطرس 1: 16-18 يردد نفس الرسالة: في التجلي يمنح الله يسوع "شرفًا ومجدًا" خاصين، وهي نقطة التحول التي يرفع فيها الله يسوع فوق كل القوى الأخرى في الخليقة، ويضعه حاكمًا وقاضيًا.
إن التجلي يردد أيضًا تعاليم يسوع (كما في متى 22: 32) بأن الله ليس "إله الأموات، بل إله الأحياء". على الرغم من أن موسى قد مات وأن إيليا قد صعد إلى السماء قبل قرون (كما في 2 ملوك 2: 11)، إلا أنهما يعيشان الآن في حضرة ابن الله، مما يعني أن نفس العودة إلى الحياة تنطبق على كل من يواجه الموت ولديه إيمان.

### التطور التاريخي

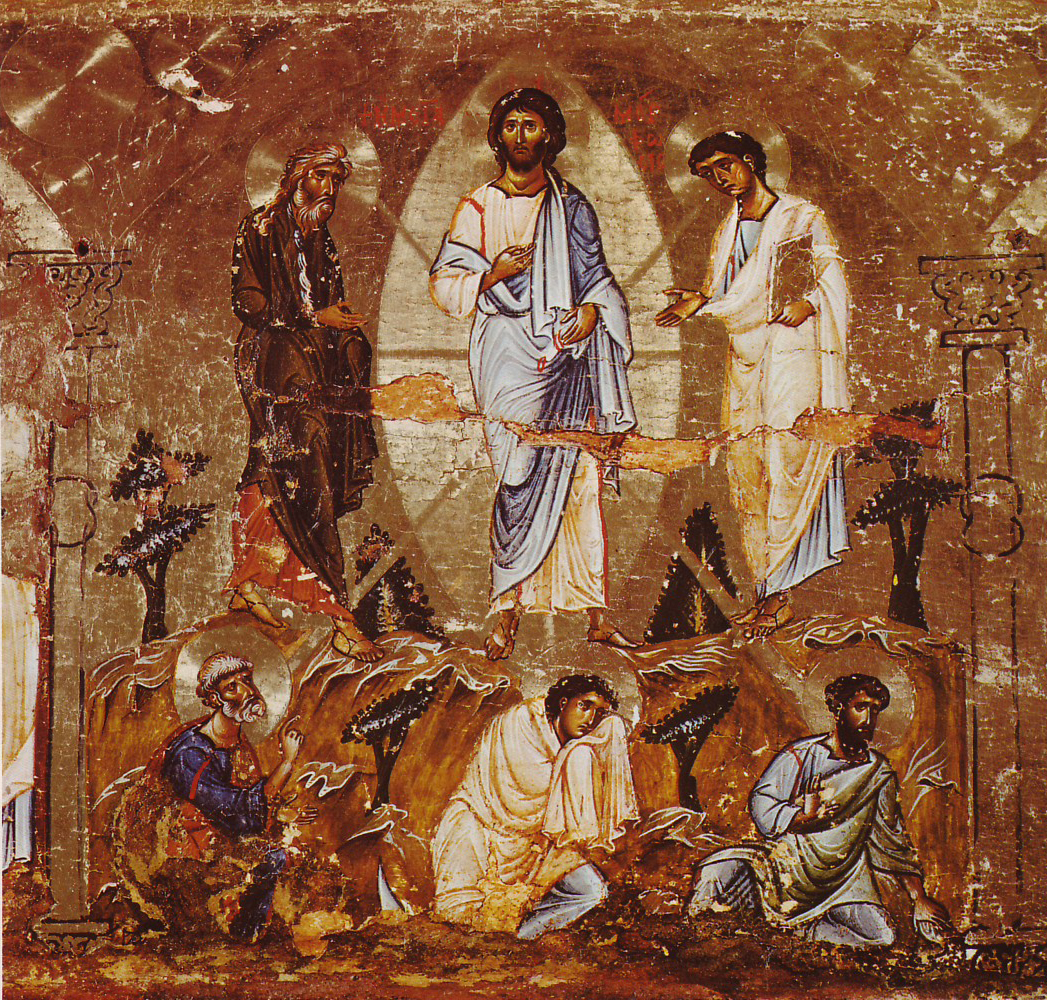
أيقونة التجلي من القرن الثاني عشر

لقد حظي لاهوت التجلي باهتمام آباء الكنيسة منذ أقدم العصور. في القرن الثاني، كان إيريناوس مفتونًا بالتجلي وكتب: "مجد الله هو الإنسان الحي والحياة الإنسانية الحقيقية هي رؤية الله". لقد أثرت نظرية أوريجانوس في التجلي على التقليد الآبائي وأصبحت أساسًا للكتابات اللاهوتية التي كتبها آخرون. ومن بين أمور أخرى، ونظراً للتعليمات الموجهة إلى الرسل بالصمت بشأن ما رأوه حتى القيامة، يعلق أوريجانوس بأن الحالات المجيدة للتجلي والقيامة يجب أن تكون مرتبطة.
وقد أكد آباء الصحراء على نور التجربة الزهدية وربطوها بنور التجلي – وهو موضوع طوره إيفاجريوس بونتيكوس في القرن الرابع. في نفس الوقت تقريبًا، كان غريغوريوس النيصي ولاحقًا ديونيسيوس الأريوباجي يطوران "لاهوت النور" الذي أثر بعد ذلك على التقاليد التأملية والصوفية البيزنطية مثل نور تابور والثيوريا.  استمرت أيقونات التجلي في التطور في هذه الفترة الزمنية، وهناك تمثيل رمزي يعود إلى القرن السادس في حنية كنيسة سانت أبوليناري في كلاس وتصوير معروف في دير القديسة كاترين على جبل سيناء في مصر.
غالبًا ما اعتمد الآباء البيزنطيون على الاستعارات البصرية للغاية في كتاباتهم، مما يشير إلى أنهم ربما تأثروا بالأيقونات الراسخة.  ربما تكون كتابات مكسيموس المعترف الواسعة قد تشكلت من خلال تأملاته في الكاثوليكون في دير القديسة كاترين - وهي ليست حالة فريدة من نوعها لفكرة لاهوتية تظهر في الأيقونات قبل وقت طويل من ظهورها في الكتابات.
في القرن السابع، قال القديس مكسيموس المعترف أن حواس الرسل تحولت لكي يتمكنوا من إدراك المجد الحقيقي للمسيح. وعلى نفس المنوال، وبناءً على رسالة كورنثوس الثانية 3: 18، بحلول نهاية القرن الثالث عشر، استقر مفهوم "تجلي المؤمن"، واعتبر غريغوريوس بالاماس أن "المعرفة الحقيقية لله" هي تجلي الإنسان بروح الله. ثم ظل التحول الروحي للمؤمن موضوعًا لتحقيق اتحاد أوثق مع الله.
ومن بين التعميمات في المعتقد المسيحي أن الكنيسة الشرقية تؤكد على التجلي بينما تركز الكنيسة الغربية على الصلب. ومع ذلك، ففي الممارسة العملية، لا يزال كلا الفرعين يربطان الأهمية بكلا الحدثين، على الرغم من استمرار وجود بعض الفروق الدقيقة المحددة. ومن الأمثلة على هذا الفارق الدقيق العلامات المقدسة لتقليد المسيح. على عكس القديسين الكاثوليك مثل بادري بيو أو فرانسيس الأسيزي (الذي اعتبر الوصمات علامة على تقليد المسيح) فإن القديسين الأرثوذكس الشرقيين لم يبلغوا أبدًا عن الوصمات، لكن القديسين مثل سيرافيم ساروف وسلوان الأثوسي أبلغوا عن تحولهم بواسطة نور داخلي من النعمة.

### الارتباط بالقيامة

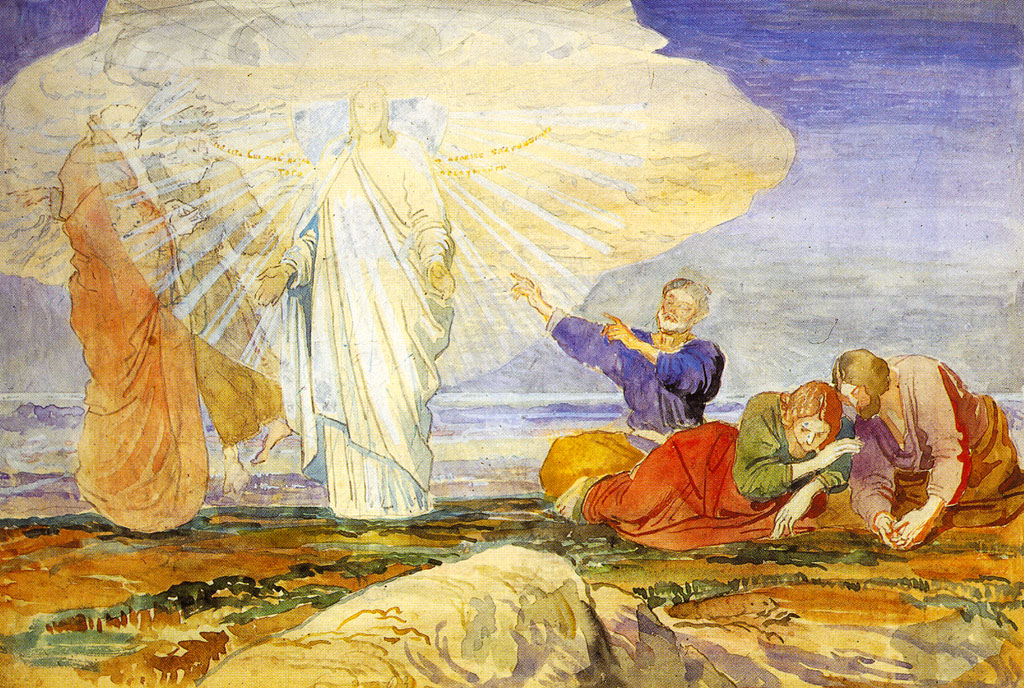
التجلي بواسطة ألكسندر إيفانوف، 1824

لقد استمر الربط الأولي لأوريجانوس بين التجلي والقيامة في التأثير على الفكر اللاهوتي لفترة طويلة بعد ذلك.  وقد تطور هذا الارتباط داخل البعدين اللاهوتي والأيقوني - اللذين كانا في كثير من الأحيان يؤثران على بعضهما البعض. بين القرنين السادس والتاسع، أثرت أيقونات التجلي في الشرق على أيقونات القيامة، حيث كانت تصور في بعض الأحيان شخصيات مختلفة تقف بجوار المسيح الممجد.
اعتبر معظم المعلقين في العصور الوسطى أن التجلي هو معاينة لجسد المسيح الممجد بعد قيامته.  على سبيل المثال، في القرن الثامن، في عظته عن التجلي، يربط الراهب البينديكتيني أمبروسيوس أوتبيرتوس بشكل مباشر بين ظهور يسوع في عشاء عمواس في لوقا 24: 39 وسرد التجلي في متى 17: 2، ويذكر أنه في كلتا الحالتين، "تغير يسوع إلى شكل مختلف، ليس من الطبيعة، بل من المجد".
يتضمن مفهوم التجلي باعتباره معاينة وتوقعًا للقيامة عدة مكونات لاهوتية.  من ناحية أخرى، يحذر الكتاب المقدس التلاميذ، وبالتالي القارئ، من أن مجد التجلي ورسالة يسوع لا يمكن فهمهما إلا في سياق موته وقيامته وليس بمفردهما. عندما نعتبر التجلي توقعًا للقيامة، فإن تقديم يسوع المتألق على جبل التجلي باعتباره ابن الله الذي يجب الاستماع إليه يمكن فهمه في سياق تصريح يسوع في ظهور القيامة في متى 28: 16-20 : "أُعطي لي كل سلطان في السماء وعلى الأرض".

### حضور الأنبياء
لقد كان وجود الأنبياء إلى جانب يسوع وتصورات التلاميذ موضوعًا للنقاش اللاهوتي. كان أوريجانوس أول من علق على أن وجود موسى وإيليا يمثل "الشريعة والأنبياء"، في إشارة إلى التوراة (وتسمى أيضًا الأسفار الخمسة) وبقية الكتاب المقدس العبري. استمر مارتن لوثر في رؤيتهم باعتبارهم الناموس والأنبياء على التوالي، وكان اعترافهم بيسوع ومحادثتهم معه رمزًا لكيفية تحقيق يسوع "للناموس والأنبياء" (متى 5: 17-19، انظر أيضًا شرح الناموس).
وفي الآونة الأخيرة، زعم الباحث في الكتاب المقدس كالب فريدمان أن ظهور موسى وإيليا معًا في التجلي كان لأن كليهما شهد ظهورات إلهية مماثلة على جبل سيناء. يؤكد فريدمان أنه في ضوء ظهورات العهد القديم، يجب اعتبار التجلي ظهورًا يظهر فيه يسوع ألوهيته. إن الارتباط بين ظهورات موسى وإيليا على جبل سيناء/ حوريب وحضورهما في التجلي يتم أيضًا من خلال الكتاب المقدس الأمريكي الجديد.
إن الوجود الحقيقي لموسى وإيليا على الجبل مرفوض من قبل تلك الكنائس والأفراد الذين يؤمنون بـ " نوم الروح " (الإيمان المسيحي بالموت) حتى القيامة. لاحظ العديد من المعلقين أن إنجيل متى يصف التجلي باستخدام الكلمة اليونانية horama (Matthew 17:9)، وفقًا لثاير، والتي تُستخدم غالبًا للإشارة إلى "رؤية" خارقة للطبيعة أكثر من الأحداث الجسدية الحقيقية  ويستنتجون أن موسى وإيليا لم يكونا هناك حقًا. في عقيدة كنيسة يسوع المسيح لقديسي الأيام الأخيرة، خدم موسى وإيليا المسيح باعتبارهما "أرواحًا لأبرار مكملين" (المبادئ والعقائد 129: 1-3؛ انظر أيضًا عبرانيين 12: 23).

## موقع الجبل

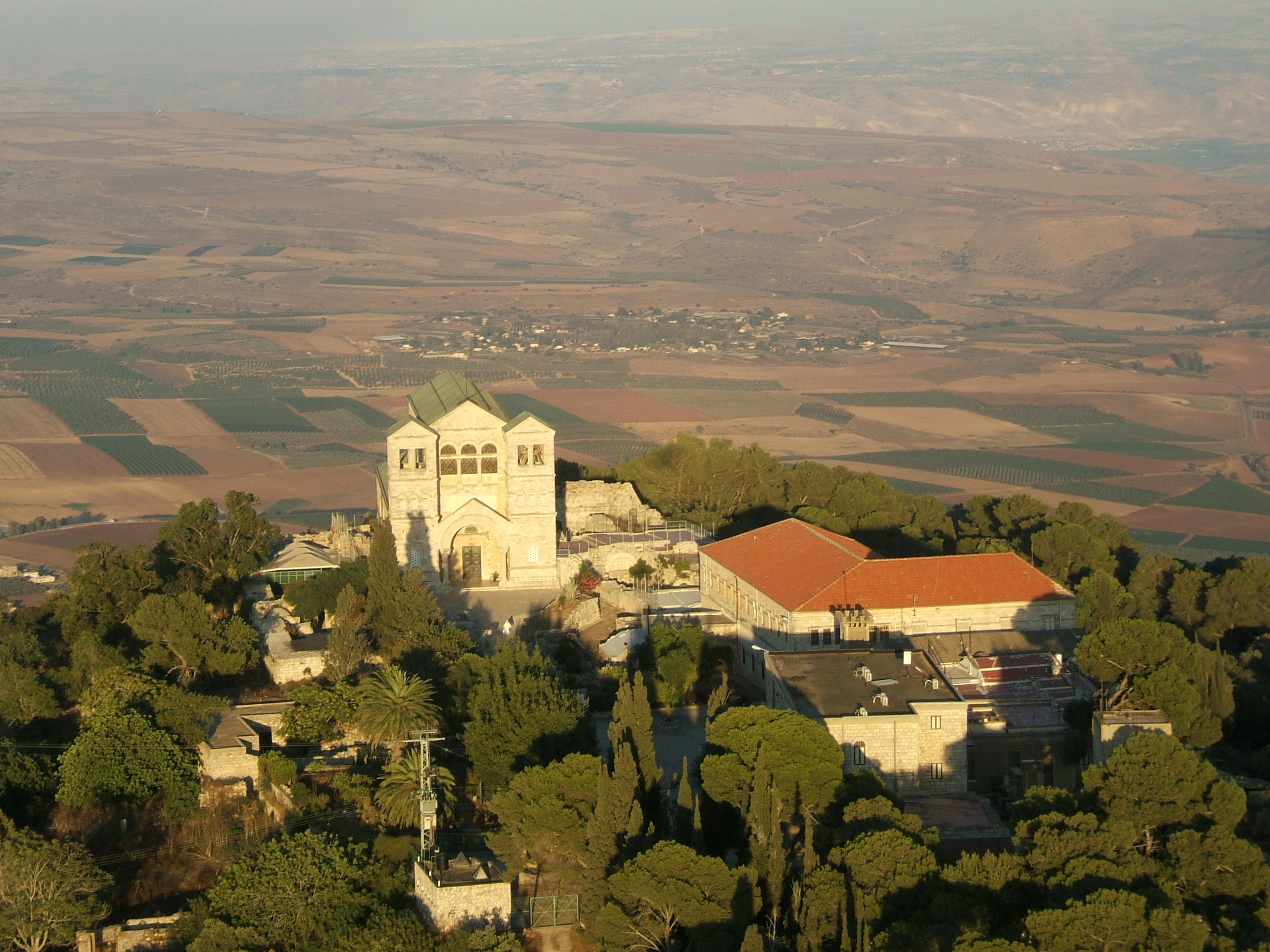
كنيسة التجلي الفرنسيسكانية على جبل طابور في إسرائيل. يُعرف جبل تابور تقليديًا بأنه جبل التجلي.

ولم يحدد أي من الروايات "الجبل المرتفع" في المشهد بالاسم. منذ القرن الثالث، حدد بعض المسيحيين جبل تابور كموقع للتجلي، بما في ذلك أوريجانوس، في إشارة إلى Ps 89:12. لقد كان جبل تابور منذ فترة طويلة مكانًا للحج المسيحي وهو موقع كنيسة التجلي. في عام 1868، أثار هنري ألفورد الشكوك حول تابور بسبب الاستخدام الروماني المستمر المحتمل للقلعة التي بناها أنطيوخس الكبير على تابور في عام 219 قبل الميلاد.  وقد رد آخرون بأن حتى لو تم تحصين تابور على يد أنطيوخس، فإن هذا لا يستبعد حدوث تحول في القمة. يذكر يوسيفوس في كتابه "الحرب اليهودية" أنه بنى جدارًا على طول المحيط العلوي في 40 يومًا، ولم يذكر أي هياكل موجودة مسبقًا. يرفض جون لايتفوت جبل تابور باعتباره بعيدًا جدًا، بل "جبلًا بالقرب من قيصرية فيليبي ". المرشح المعتاد في هذه الحالة هو جبل بانيوم، أو بانياس، أو بانياس، وهو تل صغير يقع عند منبع نهر الأردن، بالقرب من سفحه تم بناء مدينة قيصرية فيلبس.
في تعليقه على إنجيل متى (1973) يفضل ويليام هندريكسن جبل ميرون. يقترح Whittaker (1984) أن يكون جبل نيبو، وذلك في المقام الأول على أساس أنه كان الموقع الذي رأى فيه موسى الأرض الموعودة والتوازي في كلمات يسوع عن النزول من جبل التجلي: "ستقول لهذا الجبل (أي جبل التجلي)، انتقل من هنا إلى هناك (أي الأرض الموعودة)، وسوف ينتقل، ولن يكون شيء مستحيلاً عليك". ويشير France (1987) إلى أن جبل حرمون هو الأقرب إلى قيصرية فيليب، المذكورة في الفصل السابق من إنجيل متى. وعلى نحو مماثل، حدد ميبوم (1861) "جبل إيجيك"،  ولكن قد يكون هناك خلط بين هذا وجبل الشيخ، الاسم العربي لجبل الشيخ. ومع ذلك، فقد رأى إدوارد جريسويل، في كتابه عام 1830، أنه "لا يوجد سبب وجيه للتشكيك في التقليد الكنسي القديم، الذي يفترض أن هذا المكان كان جبل تابور". وهناك تفسير بديل يتمثل في فهم جبل التجلي باعتباره تضاريس رمزية في الأناجيل. وكما لاحظت إليزابيث ستروثرز مالبون، فإن الجبل هو مجازيًا مكان اللقاء بين الله والبشر.

## الأعياد والاحتفالات

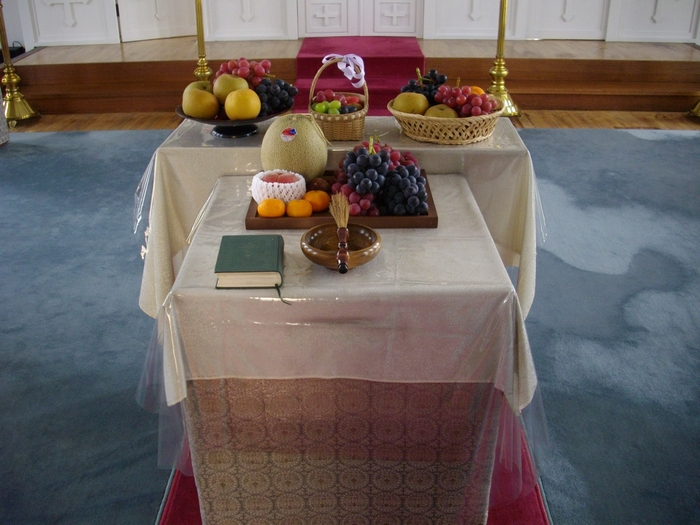
باكورة الثمار التي تُجلب للتبرك بها في عيد التجلي (الكنيسة الأرثوذكسية اليابانية)

تحتفل الطوائف المسيحية المختلفة بعيد التجلي. تظل أصول العيد غير مؤكدة؛ ربما يكون مشتقًا من تكريس ثلاث كنائس على جبل طابور. كان العيد موجودًا بأشكال مختلفة بحلول القرن التاسع. في القرن الخامس عشر، جعل البابا كاليستوس الثالث من هذا اليوم عيدًا عالميًا يحتفل به في السادس من أغسطس لإحياء ذكرى رفع الحصار عن بلغراد في يوليو 1456.
يحتفل المسيحيون في التقويم السرياني الأرثوذكسي، والأرثوذكسي الهندي، والتقويم اليولياني المنقح داخل الكنائس الأرثوذكسية الشرقية، والكاثوليكية الرومانية، والكاثوليكية القديمة، والأنجليكانية بعيد التجلي في السادس من أغسطس. في الكنائس الأرثوذكسية التي لا تزال تتبع التقويم اليولياني، فإن يوم 6 أغسطس في تقويم الكنيسة يصادف يوم 19 أغسطس في التقويم المدني (الغريغوري). يُعد عيد التجلي عيدًا رئيسيًا، ويُعتبر من بين الأعياد العظيمة الاثني عشر في الطقس البيزنطي. في كل هذه الكنائس، إذا وقع العيد يوم الأحد، فإن طقوسه لا تتحد مع طقوس الأحد، بل تحل محلها.
في بعض التقويمات الليتورجية (على سبيل المثال اللوثرية والميثودية المتحدة) يتم تخصيص الأحد الأخير من موسم عيد الغطاس أيضًا لهذا الحدث. أما في كنيسة السويد والكنيسة الإنجيلية اللوثرية في فنلندا، فيحتفل بالعيد في الأحد السابع بعد الثالوث الأقدس (الأحد الثامن بعد العنصرة).
في الطقس الروماني، يُقرأ إنجيل التجلي في الأحد الثاني من الصوم الكبير - ويؤكد القداس على الدور الذي لعبه التجلي في تعزية الرسل الاثني عشر، مما منحهم دليلاً قوياً على ألوهية المسيح ومقدمة لمجد القيامة في عيد الفصح والخلاص النهائي لأتباعه في ضوء التناقض الظاهري بين صلبه وموته. المقدمة لذلك اليوم تشرح هذا الموضوع. 

## الأصداء الثقافية
تخلد العديد من مباني الكنائس ذكرى التجلي من خلال تسميتها. لاحظ على سبيل المثال كنيسة تجلي الرب في بريوبرازينسكي – أعطت الكنيسة الأصلية التي يعود تاريخها إلى القرن السابع عشر اسمها للقرية المحيطة (Preobrazhenskoye - "قرية التجلي" بالقرب من موسكو) والتي أصبحت بدورها تحمل اسم فوج Preobrazhensky ("التجلي") البارز في روسيا وأسماء أخرى مرتبطة به.

## معرض الصور

### لوحات فنية

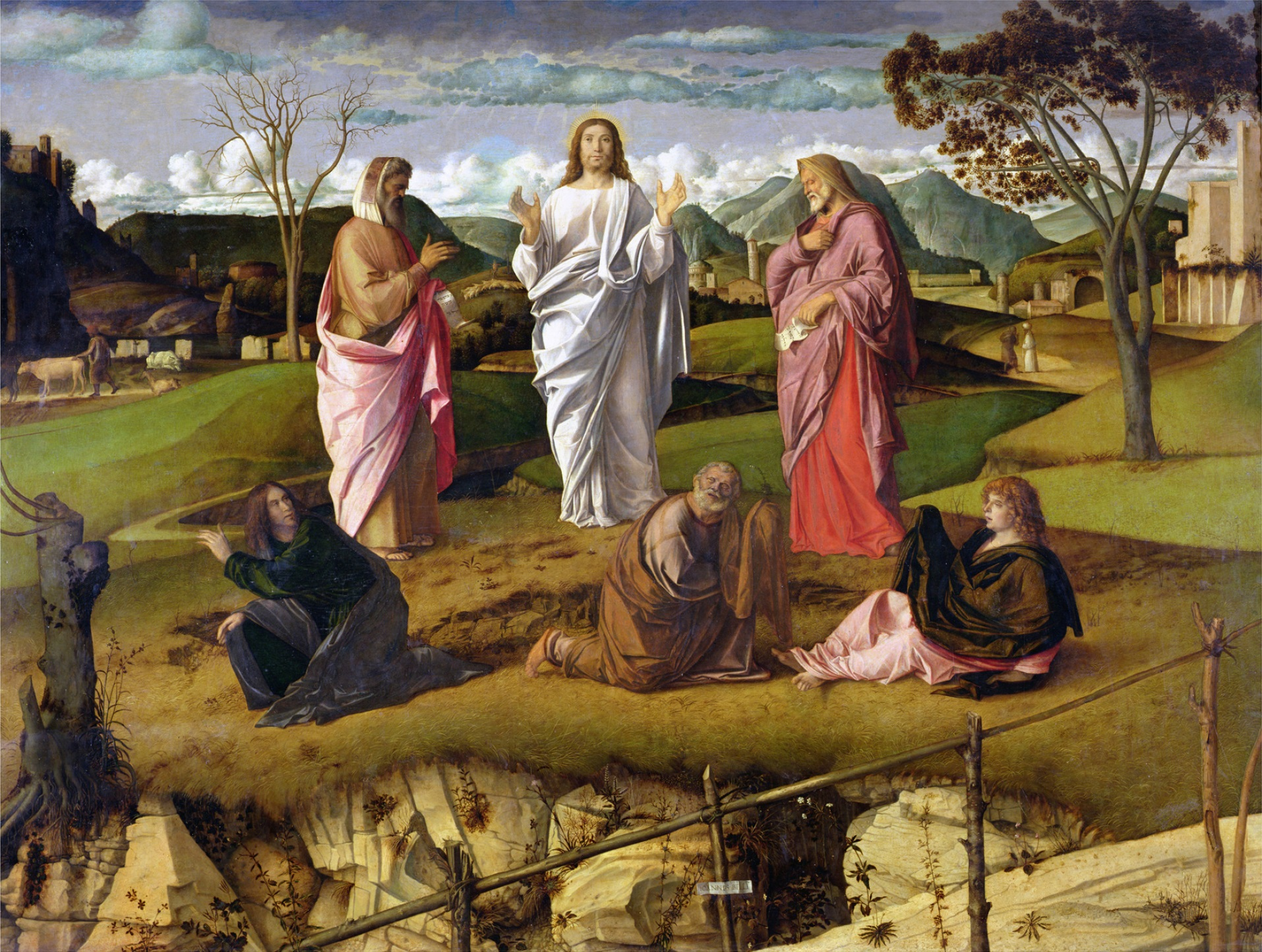
جيوفاني بيليني، ق. 1490
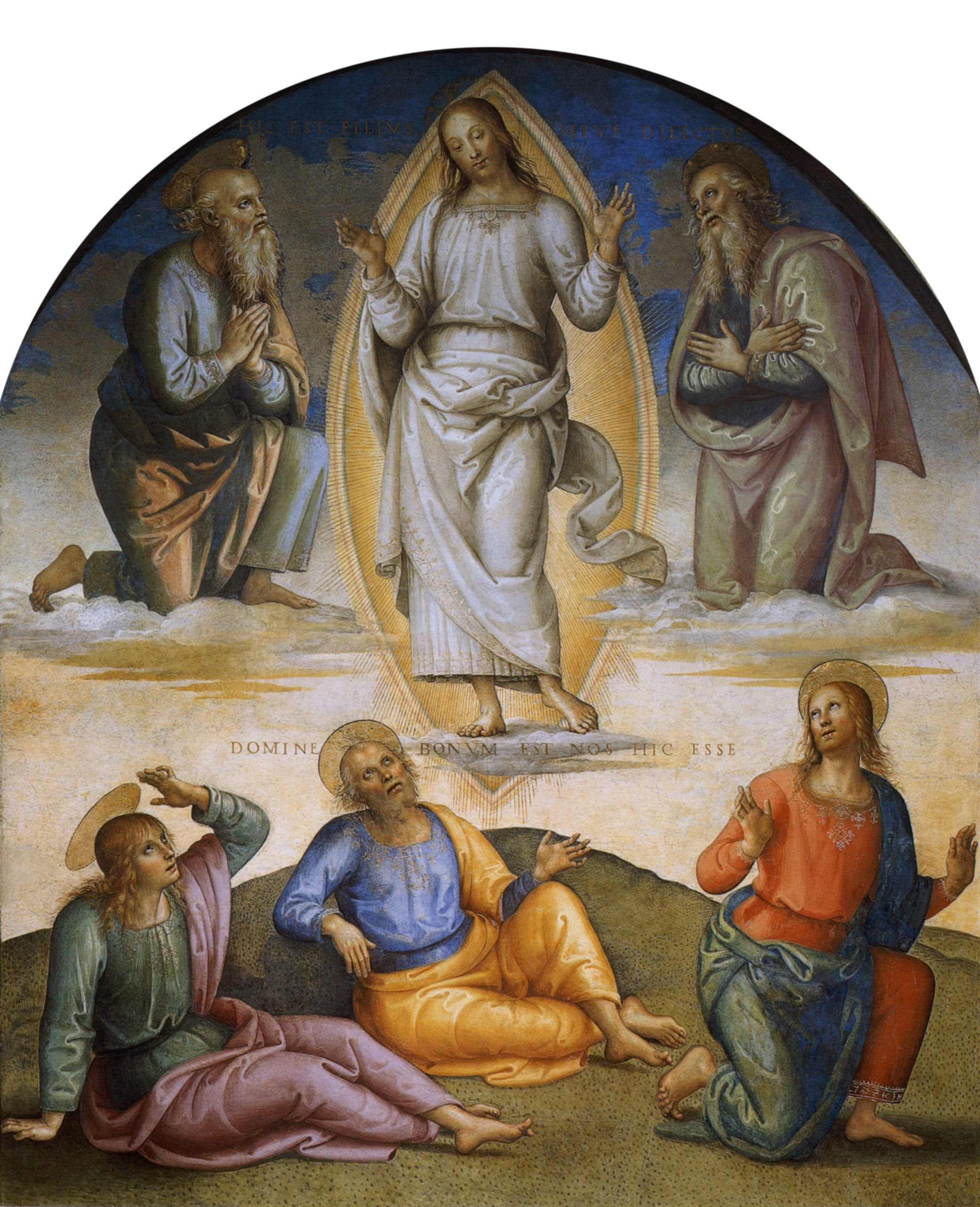
بييترو بيروجينو، ق. 1500
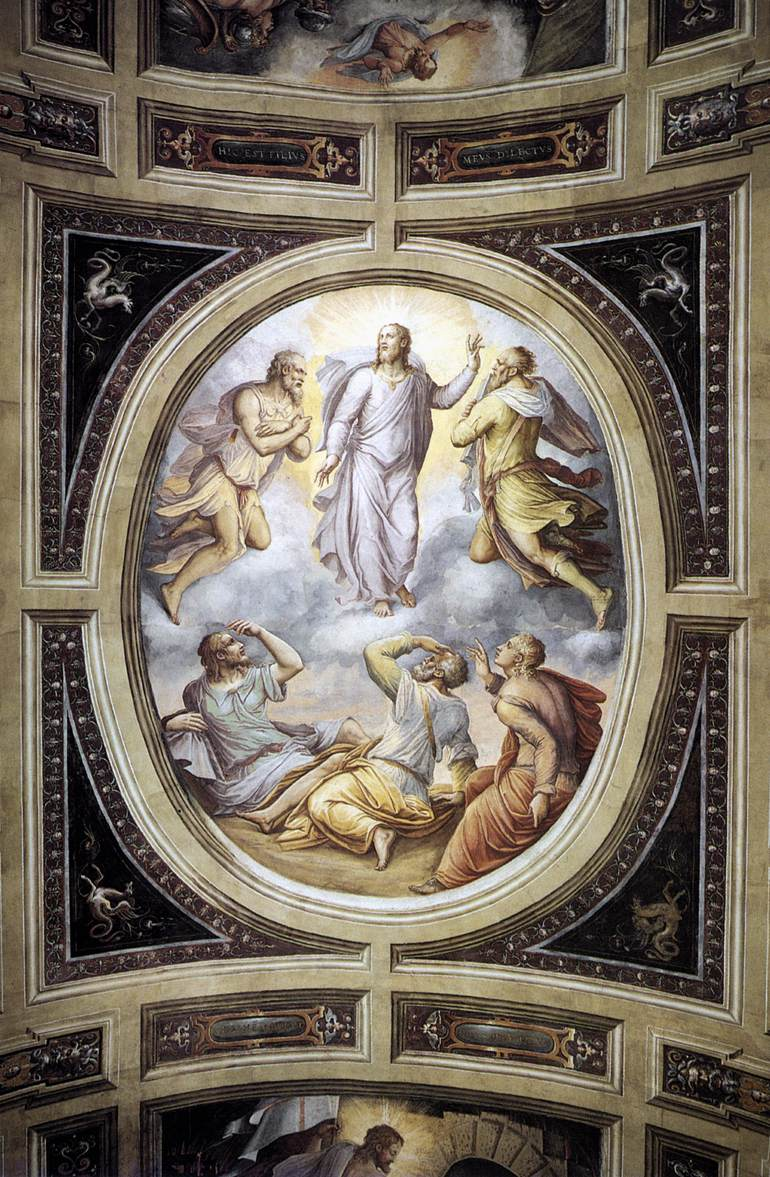
كريستوفانو غيراردي، 1555
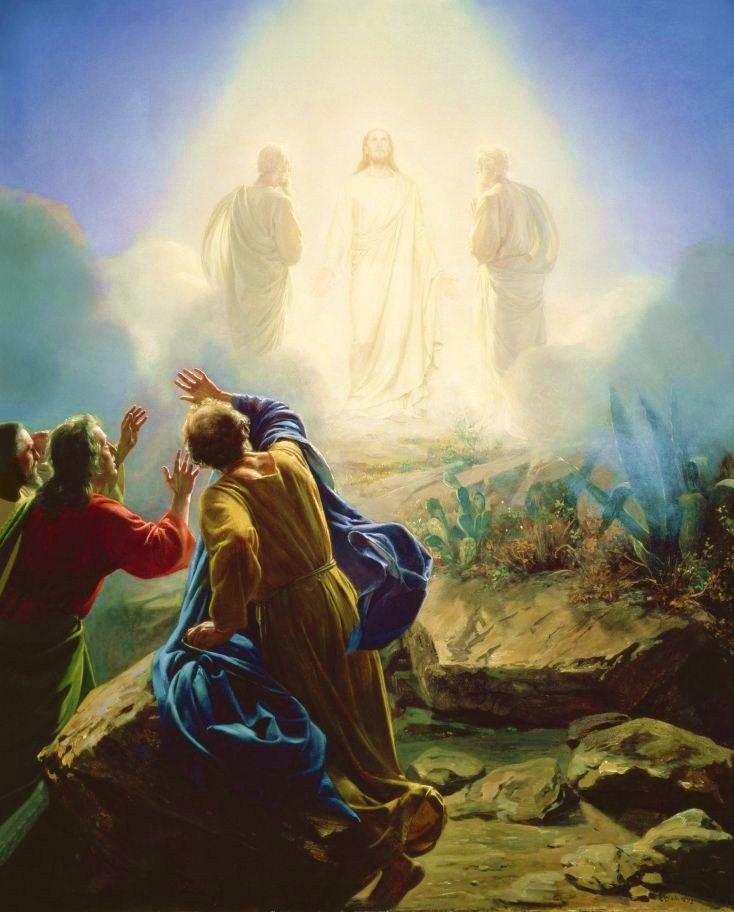
كارل بلوخ، ق. 1865

### الأيقونات

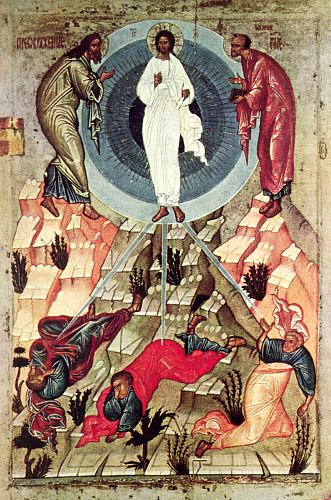
مدرسة نوفغورود، القرن الخامس عشر
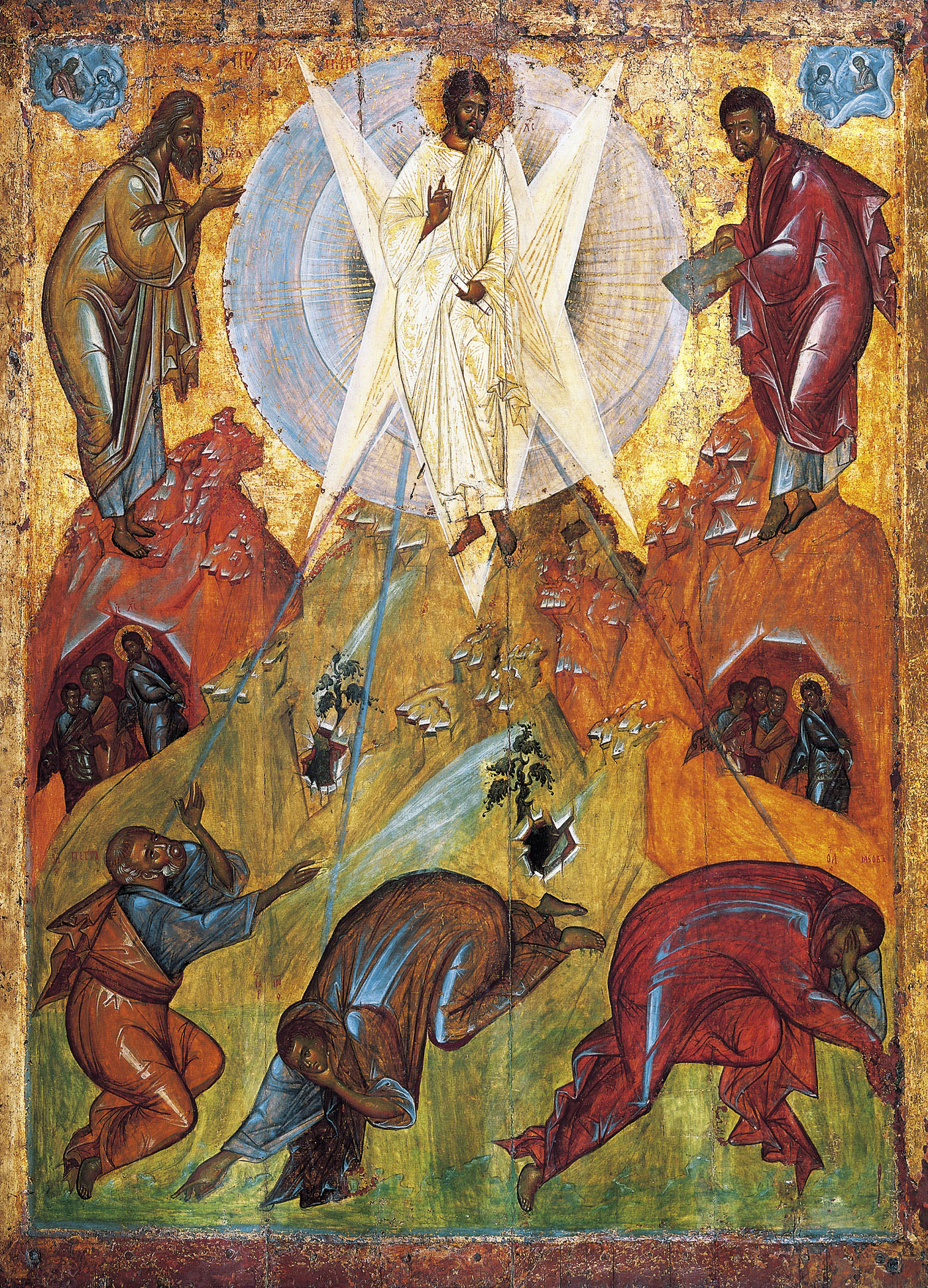
ثيوفانيس اليوناني، القرن الخامس عشر
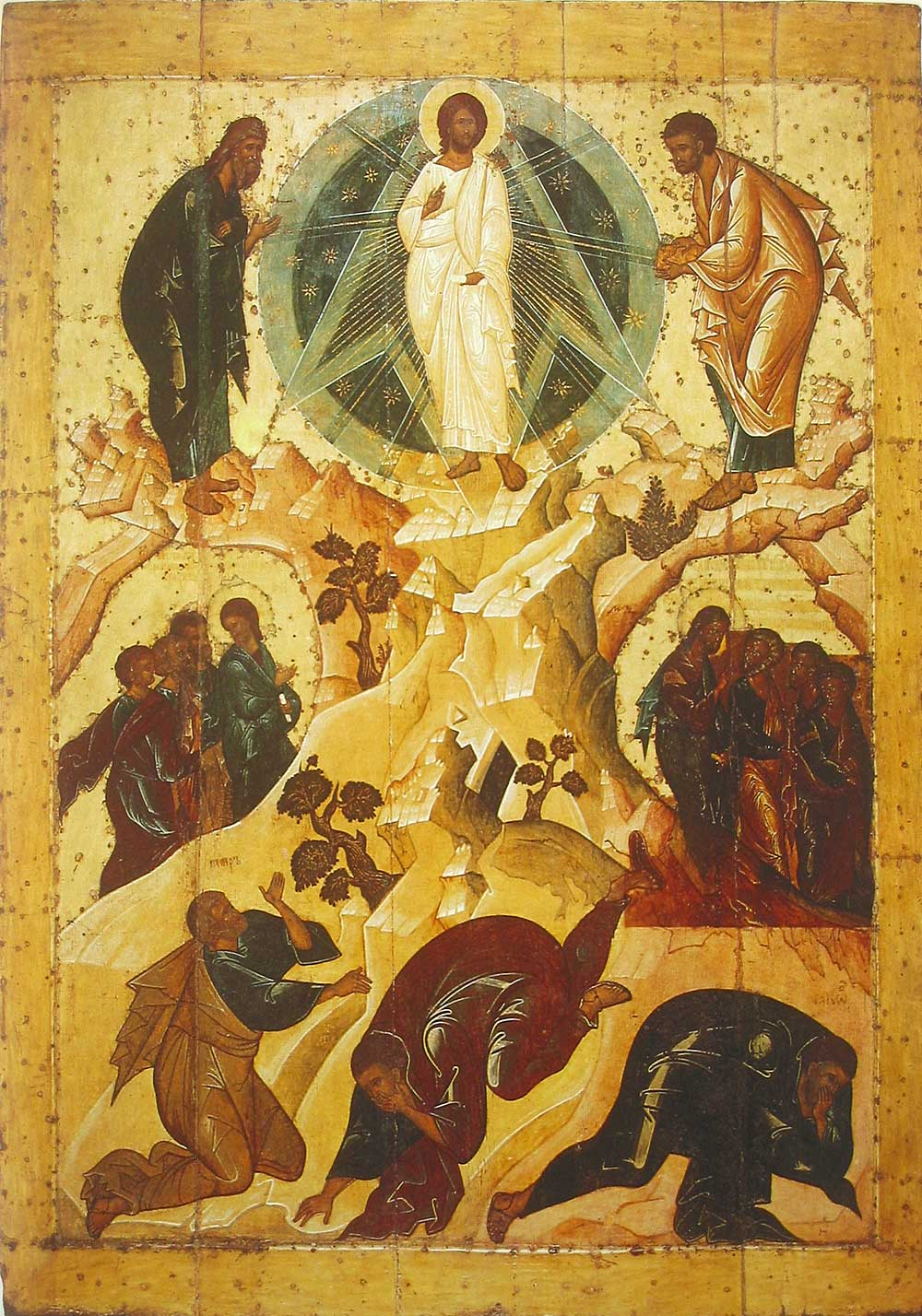
أيقونة في ياروسلافل، روسيا، 1516
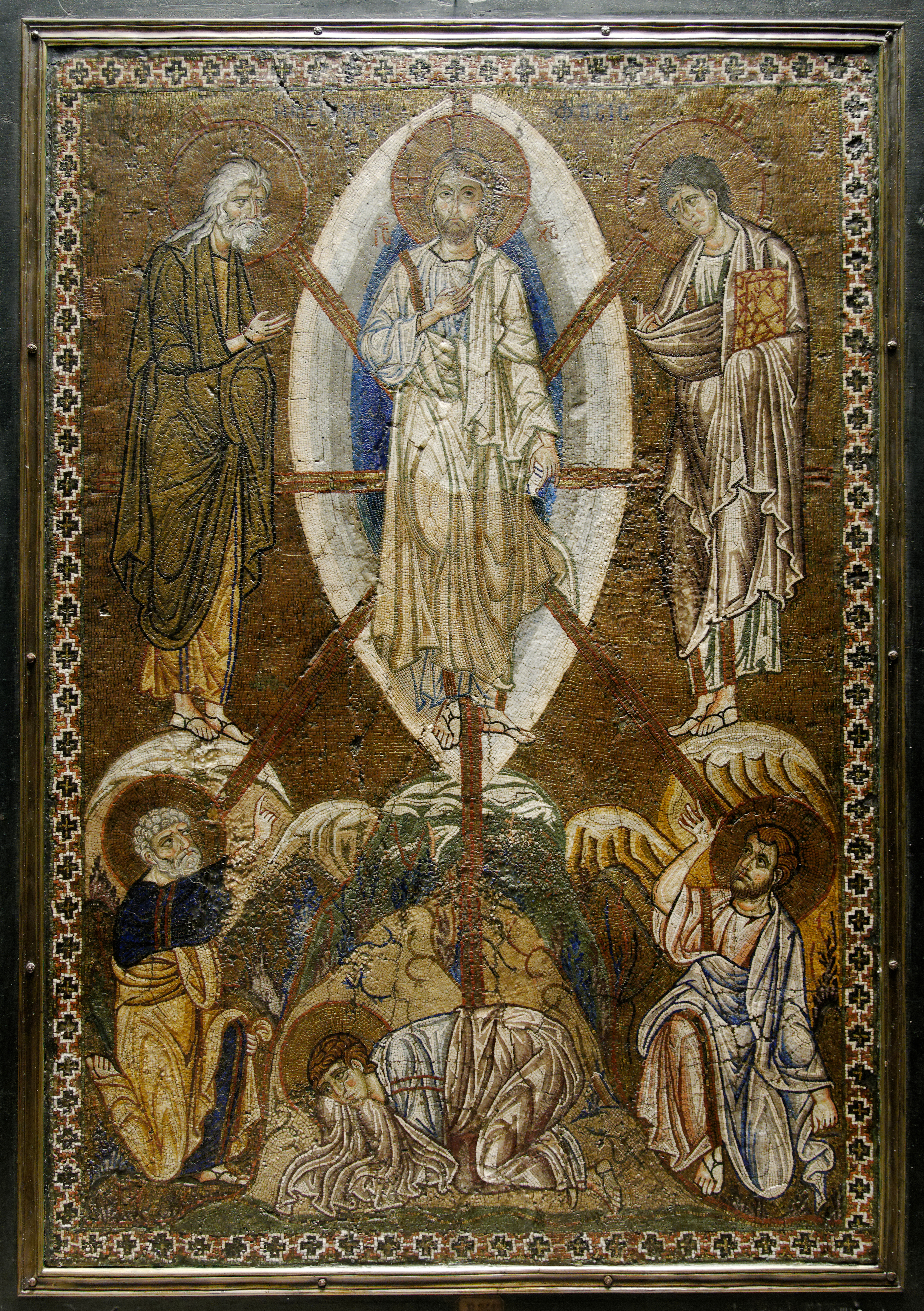
فن بيزنطي، ق. 1200

### الكنائس والأديرة

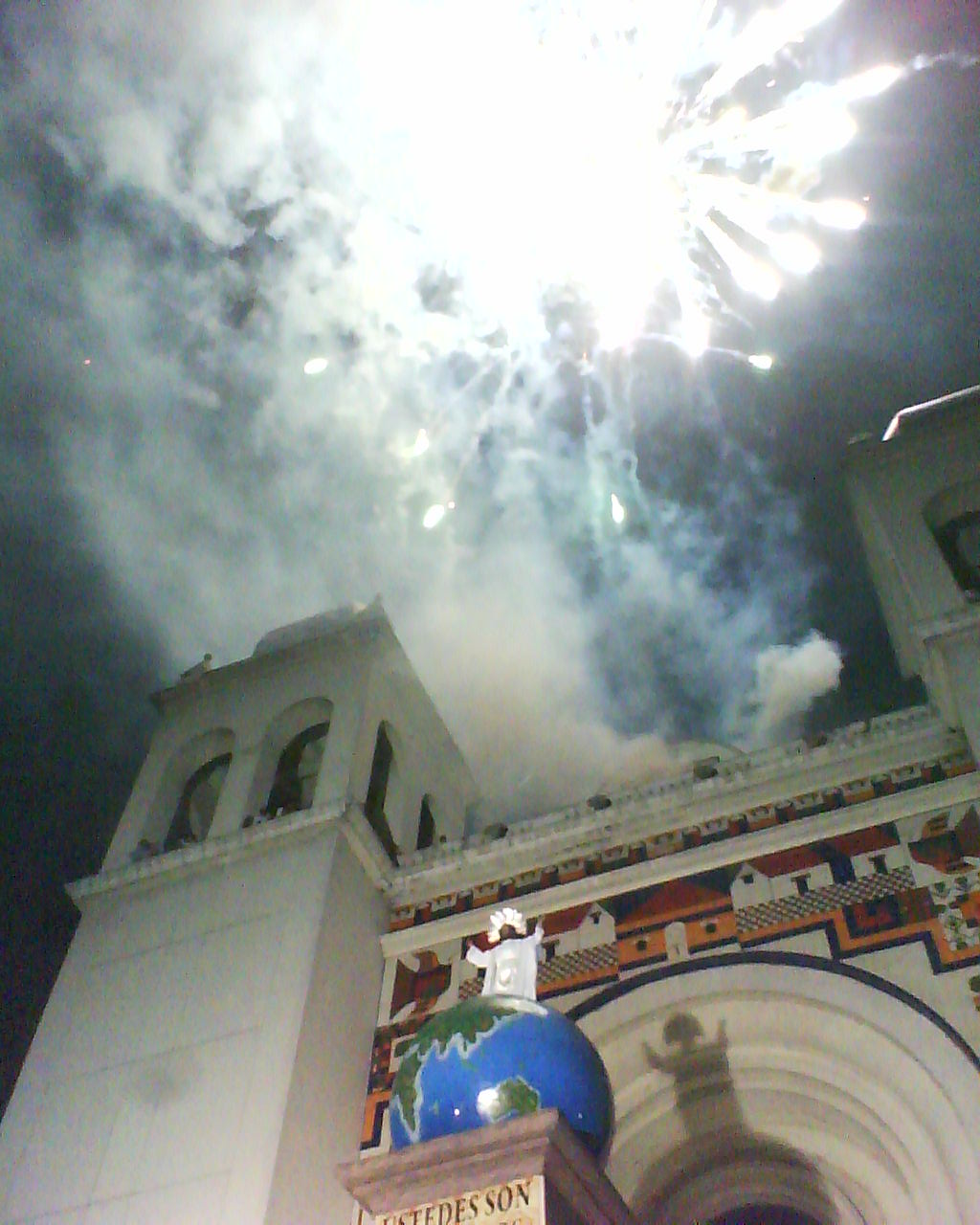
احتفال بتجلي المخلص الإلهي للعالم في كاتدرائية سان سلفادور
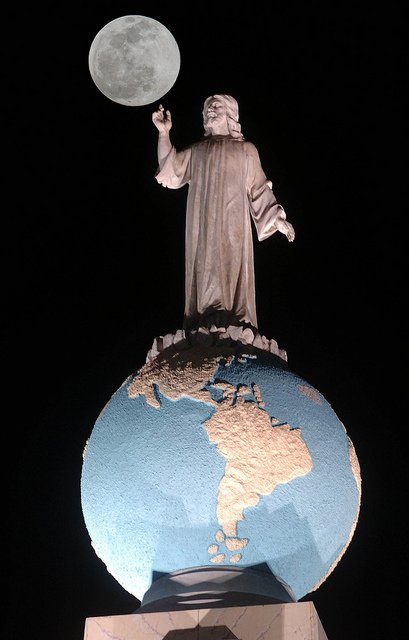
نصب "مخلص العالم الإلهي" معلمٌ بارزٌ يُمثل مدينة سان سلفادور. يرمز إلى تجلي يسوع واقفًا على الأرض كمخلص العالم.
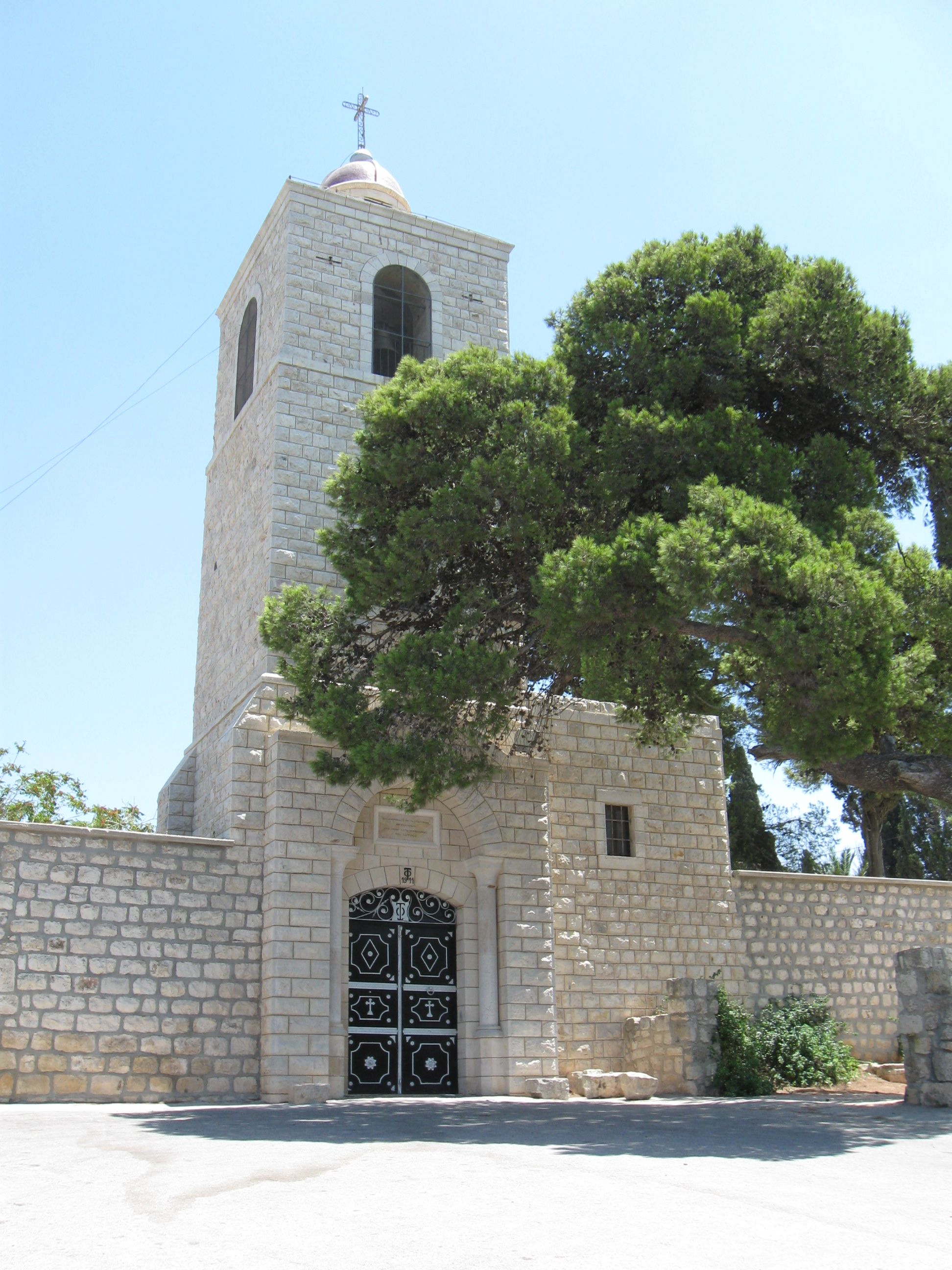
برج الجرس في دير الأرثوذكس الشرقي على جبل طابور
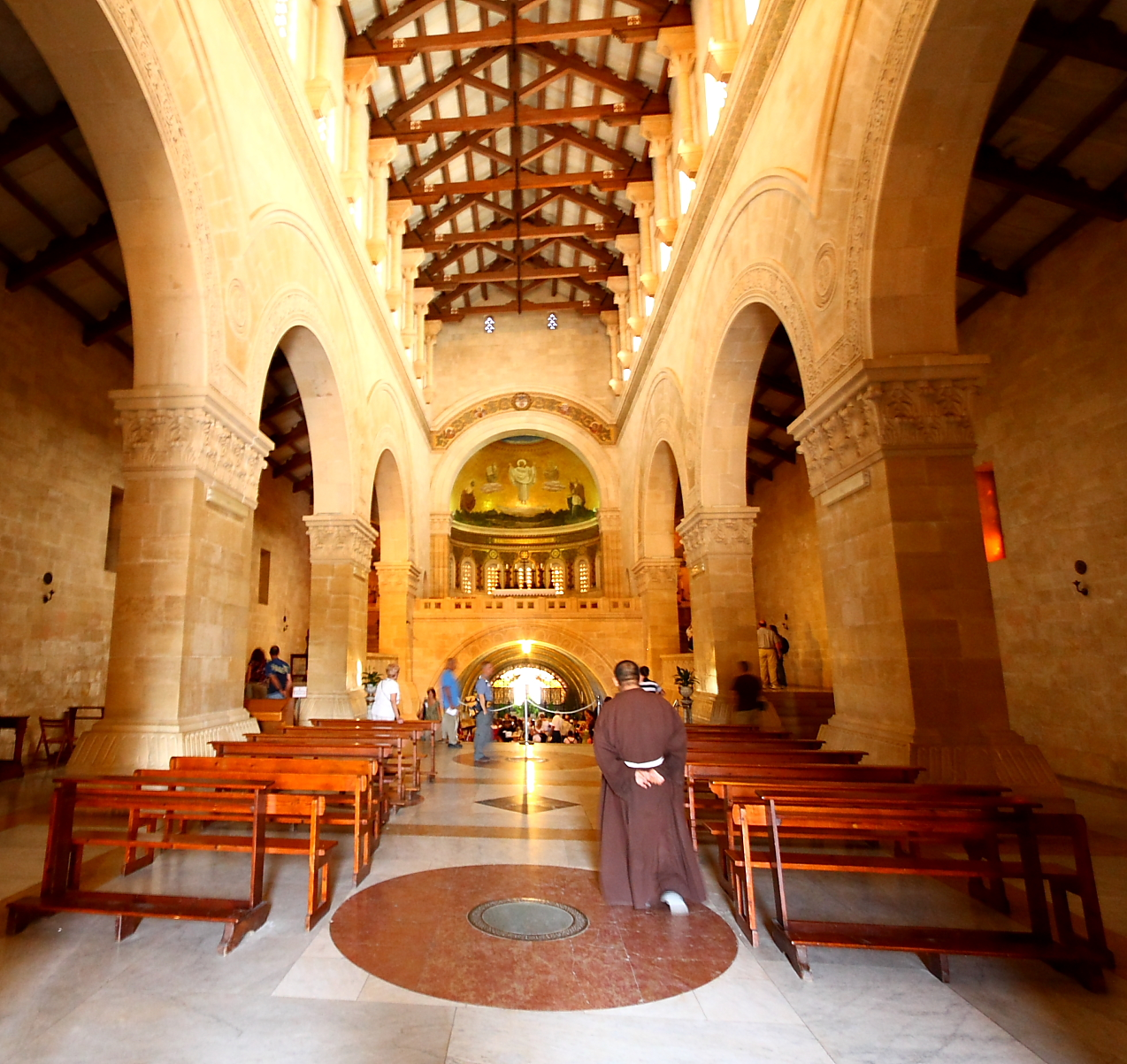
كنيسة التجلي، جبل طابور
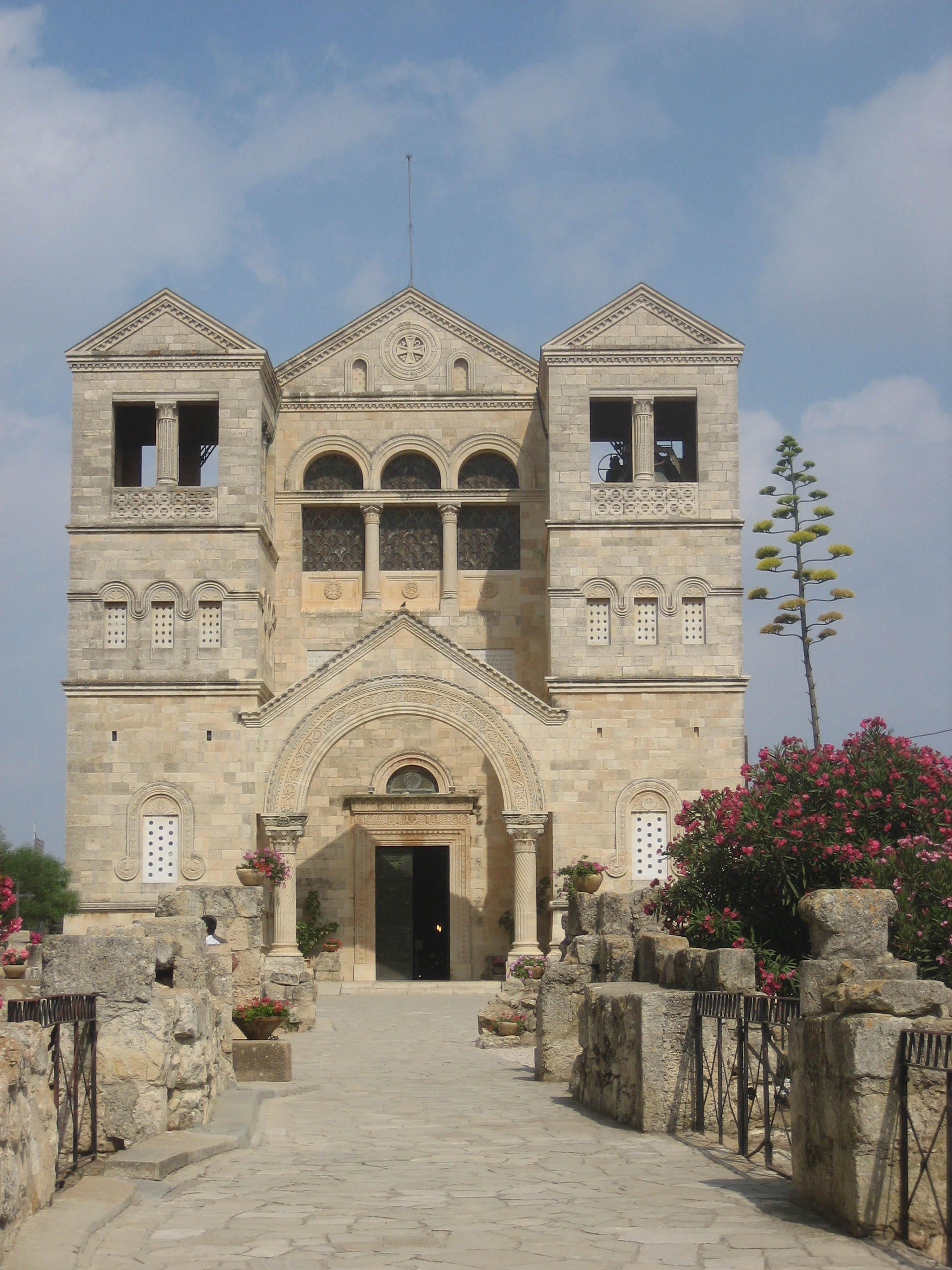
كنيسة التجلي، جبل طابور
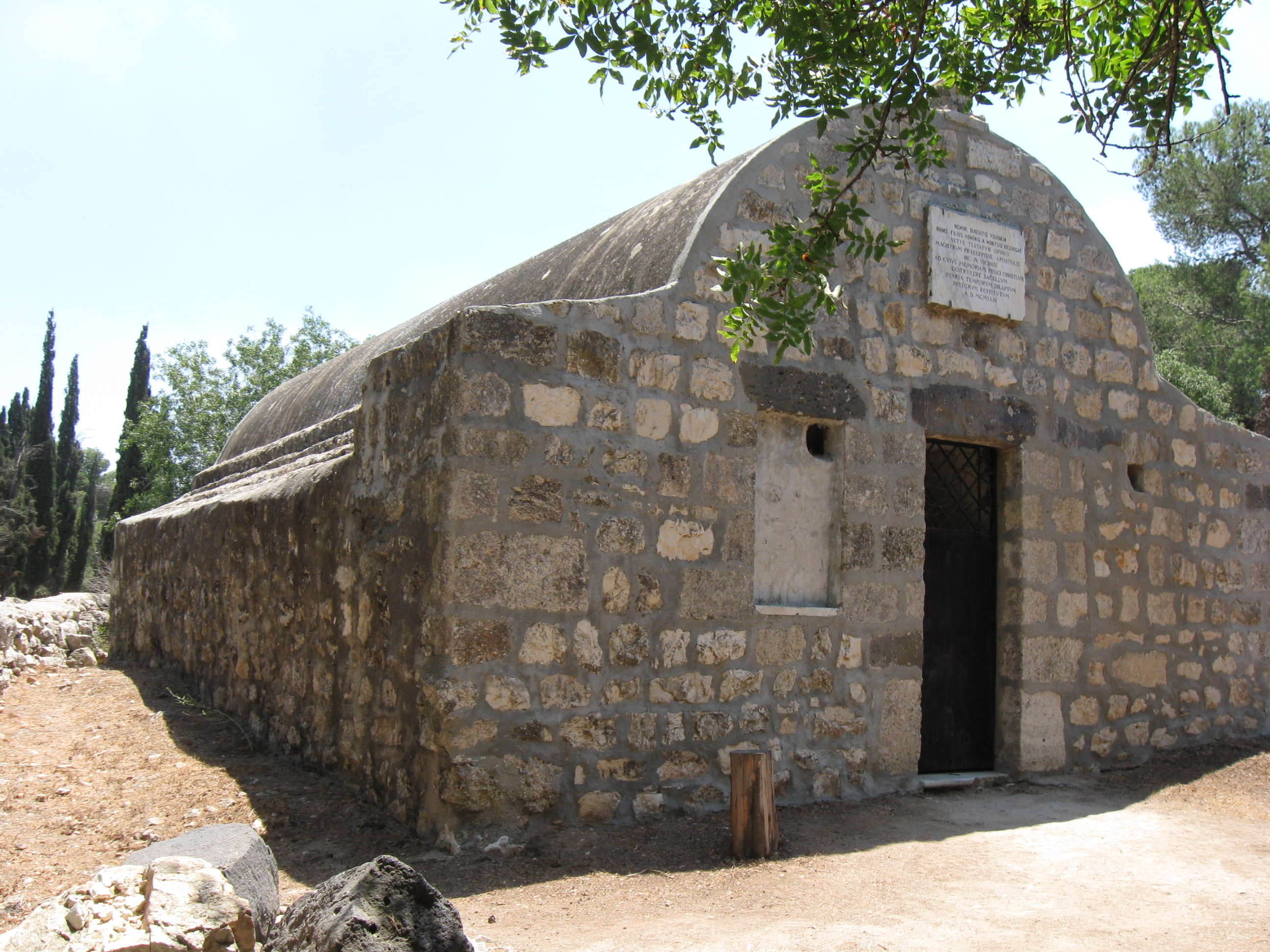
المقبرة الفرنسيسكانية على جبل طابور

## روابط خارجية
- "تجلي ربنا"، كتاب حياة القديسين بقلم بتلر
- البابا بنديكتوس السادس عشر عن تجلي يسوع
- تجلي ربنا وإلهنا ومخلصنا يسوع المسيح أيقونة وسنكسار أرثوذكسي

1. ↑  Acts 12:9 'Peter thought he was seeing a "vision" قالب:Gstrong's
2. ↑  Louis Suson Pedro Meyboom (1817–74), Protestant theologian and pastor at Amsterdam. An adherent of the so-called "modern" school in theology, he wrote many books, including Het Leven van Jezus (7 vols., 1853–61).